# معادله نفوذ
معادله نفوذ یک معادله دیفرانسیل جزئی پارابولیک است. این معادله در فیزیک، رفتار ماکروسکوپی بسیاری از ذرات ریز را در حرکت براونی، که ناشی از حرکات تصادفی و برخورد ذرات است، توصیف می‌کند (به قوانین نفوذ فیک مراجعه کنید). در ریاضیات، این امر مربوط به زنجیره مارکوف، مانند ولگشت است و در بسیاری از زمینه‌های دیگر علم مانند علوم مواد، نظریه اطلاعات و بیوفیزیک کاربرد دارد. معادله نفوذ یک مورد خاص از معادله همرفت-نفوذ است، هنگامی که سرعت بالک (توده ماده) صفر است.

## معادله
این معادله معمولاً به صورت زیر نوشته می‌شود:
{\displaystyle {\frac {\partial \phi (\mathbf {r} ,t)}{\partial t}}=\nabla \cdot {\big [}D(\phi ,\mathbf {r} )\ \nabla \phi (\mathbf {r} ,t){\big ]},}
که در آن φ چگالی مواد نفوذ در محل r و زمان t و D ضریب نفوذ تجمعی برای چگالی φ در محل r ؛ و ∇ بردارعملگر دیفرانسیلی دل است. اگر ضریب نفوذ به چگالی بستگی داشته باشد، معادله غیرخطی است، در غیر این صورت خطی است.

معادله فوق در صورتی اعمال می‌شود که ضریب نفوذ همسانگرد باشد. در مورد نفوذ ناهمسانگرد، D یک ماتریس قطبی مثبت متقارن است، و معادله (برای نفوذ سه بعدی) به شکل زیر نوشته می‌شود: 
{\displaystyle {\frac {\partial \phi (\mathbf {r} ,t)}{\partial t}}=\sum _{i=1}^{3}\sum _{j=1}^{3}{\frac {\partial }{\partial x_{i}}}\left[D_{ij}(\phi ,\mathbf {r} ){\frac {\partial \phi (\mathbf {r} ,t)}{\partial x_{j}}}\right]}
اگر D ثابت باشد، این معادله به معادله دیفرانسیل خطی زیر کاهش می‌یابد:
{\displaystyle {\frac {\partial \phi (\mathbf {r} ,t)}{\partial t}}=D\nabla ^{2}\phi (\mathbf {r} ,t),}
که با معادله گرما یکسان است.
معادله نفوذ ذرات توسط آدولف فیک در سال ۱۸۵۵ بدست آمده‌است.

## برای مطالعهٔ بیشتر
- کارسلاو، HS و جگر، JC (1959). انتقال گرما در جامدات. Oxford: Clarendon Press
- Crank, J. (1956). ریاضیات نفوذ. Oxford: Clarendon Press
- ماتئو، جان؛ واکر، رابرت ال. (۱۹۷۰). روشهای ریاضی فیزیک (ویرایش دوم).)، نیویورک: WA Benjamin، شابک ‎۰-۸۰۵۳-۷۰۰۲-۱
- Thambynayagam, RK M (2011). کتاب نفوذ: راه حل‌های کاربردی برای مهندسان. مک گرا-هیل